# União Desportiva da Gândara
A União Desportiva da Gândara é um clube português, localizado na freguesia de Bom Sucesso, município da Figueira da Foz, distrito de Coimbra.

## Futebol

### Histórico em Futebol (inclui 07/08)
|                   | Nº Presenças | Títulos |
| ----------------- | ------------ | ------- |
| Temporadas na 1ª  | 0            |         |
| Temporadas na 2ª  | 0            |         |
| Temporadas na 2ªB | 0            |         |
| Temporadas na 3ª  | 3            |         |
| Taça de Portugal  | 3            |         |
| Taça da Liga      | 0            |         |

### Últimas Classificações
| Escalão          | 00/01 | 01/02 | 02/03 | 03/04 | 04/05 | 05/06 | 06/07 | 07/08 | 08/09 |
| ---------------- | ----- | ----- | ----- | ----- | ----- | ----- | ----- | ----- | ----- |
| Liga Sagres      | -     | -     | -     | -     | -     | -     | -     | -     | -     |
| Liga Vitalis     | -     | -     | -     | -     | -     | -     | -     | -     |       |
| II Divisão       | -     | -     | -     | -     | -     | -     | -     | -     | -     |
| III Divisão      | -     | -     | -     | -     | -     | -     | -     | -     | -     |
| 1º Escalão Dist. | -     | -     | -     |       | -     | -     | -     | -     | -     |
| 2º Escalão Dist. | -     | -     | -     | -     | -     | -     | -     | -     | -     |
| 3º Escalão Dist. | -     | -     | -     | -     | -     | -     | -     | -     | -     |

## História
O clube foi fundado em [1978]
Na época 2006/2007 pela primeira vez na história do clube, sobe à III Divisão, 3ª divisão nacional.

## Participações nas Ligas
- 2005-2006 - Campeão da Divisão de Honra e da Taça da Associação de Futebol de Coimbra
- 2006-2007 - III Divisão - Série D
- 2007-2008 - III Divisão - Série D
- 2008-2009 - III Divisão - Série D
- 2009-2010 - III Divisão - Série D
- 2010-2011 - III Divisão - Série D

## Campo de Jogos
A equipa de futebol disputa os jogos em casa no Parque Desportivo das Lagoas

## Marca do equipamento
JOMA

## Patrocínio
ELECLERC 
---SOMITEL
---MultiSucesso-Seguros